# Logan Elm Village
Logan Elm Village – jednostka osadnicza w Stanach Zjednoczonych, w stanie Ohio, w hrabstwie Pickaway.